# (156879) Eloïs
(156879) Eloïs est un astéroïde de la ceinture principale.

## Description
(156879) Elois est un astéroïde de la ceinture principale. Il fut découvert le 4 mars 2003 à Saint-Véran par l'observatoire de Saint-Véran. Il présente une orbite caractérisée par un demi-grand axe de 2,34 UA, une excentricité de 0,13 et une inclinaison de 3,0° par rapport à l'écliptique.

## Compléments